# Občina Idrija
Občina Idrija (slovinsky Občina Idrija německy Gemeinde Idria) je jednou z 212 slovinských občin. Nachází se v Gorickém regionu (slovinsky Goriška regija). Správním centrem je Idrija.

## Sídla
- Čekovnik
- Črni Vrh
- Dole
- Godovič
- Gore
- Gorenja Kanomlja
- Gorenji Vrsnik
- Govejk
- Idršek
- Idrija
- Idrijska Bela
- Idrijske Krnice
- Idrijski Log
- Javornik
- Jelični Vrh
- Kanji Dol
- Korita
- Ledine
- Ledinske Krnice
- Ledinsko Razpotje
- Lome
- Masore
- Mrzli Log
- Mrzli Vrh
- Pečnik
- Potok
- Predgriže
- Razpotje
- Rejcov grič
- Spodnja Idrija
- Spodnja Kanomlja
- Spodnji Vrsnik
- Srednja Kanomlja
- Strmec
- Vojsko
- Zadlog
- Zavratec
- Žirovnica